# 1236
Il 1236 (MCCXXXVI in numeri romani) è un anno bisestile del XIII secolo.

## Eventi
- Viene fondata la città di Ceri (oggi frazione di Cerveteri)

## Nati
- 6 giugno - Wen Tianxiang, politico, generale e scrittore cinese († 1283)
- 8 giugno - Violante d'Aragona, regina († 1301)
- Elisabetta d'Ungheria, nobile ungherese († 1271)
- Stefano il Postumo, nobile ungherese († 1271)
- Tolomeo da Lucca, teologo e vescovo cattolico italiano († 1327)
- Alberto I di Brunswick-Lüneburg, nobile († 1279)
- Jacob ben Machir ibn Tibbon, astronomo, medico e traduttore francese († 1304)

## Morti
- 7 febbraio - Rizzerio da Muccia, religioso italiano
- 16 febbraio - Filippa Mareri, religiosa italiana
- 28 marzo - Cono di Naso, abate e santo italiano (n. 1139)
- 6 maggio - Ruggero di Wendover, inglese
- 10 giugno - Diana degli Andalò, religiosa italiana (n. 1201)
- 29 luglio - Ingeburge di Danimarca, regina
- 22 settembre - Volkwin, tedesco
- 23 dicembre - Filippo il Cancelliere, religioso, teologo e filosofo francese
- Yahya al-Mu'tasim, califfo berbero
- Aimerico III di Narbona, nobile francese
- Barisone III di Torres (n. 1221)
- Dionigi, figlio di Ampud, nobile ungherese
- Gautier de Coincy, abate, poeta e arrangiatore francese (n. 1177)
- Giacomo, vescovo cattolico italiano
- Giovanni di Ibelin, nobile (n. 1179)
- Guerin de Montaigu
- Kashin, condottiero mongolo
- Mo'inoddin Cishti, mistico indiano (n. 1141)
- Gil Sanchez, trovatore portoghese (n. 1200)
- Iltutmish di Delhi, sultano
- Tancredi da Bologna, giurista italiano (n. 1185)
- Raimondo di Baux, nobile (n. 1193)
- Savaric de Mauléon, trovatore francese

## Calendario
| Calendario 1236 | Calendario 1236 | Calendario 1236 | Calendario 1236 | Calendario 1236 | Calendario 1236 | Calendario 1236 | Calendario 1236 | Calendario 1236 | Calendario 1236 | Calendario 1236 | Calendario 1236 | Calendario 1236 | Calendario 1236 | Calendario 1236 | Calendario 1236 | Calendario 1236 | Calendario 1236 | Calendario 1236 | Calendario 1236 | Calendario 1236 | Calendario 1236 | Calendario 1236 | Calendario 1236 | Calendario 1236 | Calendario 1236 | Calendario 1236 | Calendario 1236 | Calendario 1236 | Calendario 1236 | Calendario 1236 | Calendario 1236 | Calendario 1236 |
| --------------- | --------------- | --------------- | --------------- | --------------- | --------------- | --------------- | --------------- | --------------- | --------------- | --------------- | --------------- | --------------- | --------------- | --------------- | --------------- | --------------- | --------------- | --------------- | --------------- | --------------- | --------------- | --------------- | --------------- | --------------- | --------------- | --------------- | --------------- | --------------- | --------------- | --------------- | --------------- | --------------- |
|                 | 1               | 2               | 3               | 4               | 5               | 6               | 7               | 8               | 9               | 10              | 11              | 12              | 13              | 14              | 15              | 16              | 17              | 18              | 19              | 20              | 21              | 22              | 23              | 24              | 25              | 26              | 27              | 28              | 29              | 30              | 31              |                 |
| Gennaio         | Ma              | Me              | Gi              | Ve              | Sa              | Do              | Lu              | Ma              | Me              | Gi              | Ve              | Sa              | Do              | Lu              | Ma              | Me              | Gi              | Ve              | Sa              | Do              | Lu              | Ma              | Me              | Gi              | Ve              | Sa              | Do              | Lu              | Ma              | Me              | Gi              |                 |
| Febbraio        | Ve              | Sa              | Do              | Lu              | Ma              | Me              | Gi              | Ve              | Sa              | Do              | Lu              | Ma              | Me              | Gi              | Ve              | Sa              | Do              | Lu              | Ma              | Me              | Gi              | Ve              | Sa              | Do              | Lu              | Ma              | Me              | Gi              | Ve              |                 |                 |                 |
| Marzo           | Sa              | Do              | Lu              | Ma              | Me              | Gi              | Ve              | Sa              | Do              | Lu              | Ma              | Me              | Gi              | Ve              | Sa              | Do              | Lu              | Ma              | Me              | Gi              | Ve              | Sa              | Do              | Lu              | Ma              | Me              | Gi              | Ve              | Sa              | Do              | Lu              |                 |
| Aprile          | Ma              | Me              | Gi              | Ve              | Sa              | Do              | Lu              | Ma              | Me              | Gi              | Ve              | Sa              | Do              | Lu              | Ma              | Me              | Gi              | Ve              | Sa              | Do              | Lu              | Ma              | Me              | Gi              | Ve              | Sa              | Do              | Lu              | Ma              | Me              |                 |                 |
| Maggio          | Gi              | Ve              | Sa              | Do              | Lu              | Ma              | Me              | Gi              | Ve              | Sa              | Do              | Lu              | Ma              | Me              | Gi              | Ve              | Sa              | Do              | Lu              | Ma              | Me              | Gi              | Ve              | Sa              | Do              | Lu              | Ma              | Me              | Gi              | Ve              | Sa              |                 |
| Giugno          | Do              | Lu              | Ma              | Me              | Gi              | Ve              | Sa              | Do              | Lu              | Ma              | Me              | Gi              | Ve              | Sa              | Do              | Lu              | Ma              | Me              | Gi              | Ve              | Sa              | Do              | Lu              | Ma              | Me              | Gi              | Ve              | Sa              | Do              | Lu              |                 |                 |
| Luglio          | Ma              | Me              | Gi              | Ve              | Sa              | Do              | Lu              | Ma              | Me              | Gi              | Ve              | Sa              | Do              | Lu              | Ma              | Me              | Gi              | Ve              | Sa              | Do              | Lu              | Ma              | Me              | Gi              | Ve              | Sa              | Do              | Lu              | Ma              | Me              | Gi              |                 |
| Agosto          | Ve              | Sa              | Do              | Lu              | Ma              | Me              | Gi              | Ve              | Sa              | Do              | Lu              | Ma              | Me              | Gi              | Ve              | Sa              | Do              | Lu              | Ma              | Me              | Gi              | Ve              | Sa              | Do              | Lu              | Ma              | Me              | Gi              | Ve              | Sa              | Do              |                 |
| Settembre       | Lu              | Ma              | Me              | Gi              | Ve              | Sa              | Do              | Lu              | Ma              | Me              | Gi              | Ve              | Sa              | Do              | Lu              | Ma              | Me              | Gi              | Ve              | Sa              | Do              | Lu              | Ma              | Me              | Gi              | Ve              | Sa              | Do              | Lu              | Ma              |                 |                 |
| Ottobre         | Me              | Gi              | Ve              | Sa              | Do              | Lu              | Ma              | Me              | Gi              | Ve              | Sa              | Do              | Lu              | Ma              | Me              | Gi              | Ve              | Sa              | Do              | Lu              | Ma              | Me              | Gi              | Ve              | Sa              | Do              | Lu              | Ma              | Me              | Gi              | Ve              |                 |
| Novembre        | Sa              | Do              | Lu              | Ma              | Me              | Gi              | Ve              | Sa              | Do              | Lu              | Ma              | Me              | Gi              | Ve              | Sa              | Do              | Lu              | Ma              | Me              | Gi              | Ve              | Sa              | Do              | Lu              | Ma              | Me              | Gi              | Ve              | Sa              | Do              |                 |                 |
| Dicembre        | Lu              | Ma              | Me              | Gi              | Ve              | Sa              | Do              | Lu              | Ma              | Me              | Gi              | Ve              | Sa              | Do              | Lu              | Ma              | Me              | Gi              | Ve              | Sa              | Do              | Lu              | Ma              | Me              | Gi              | Ve              | Sa              | Do              | Lu              | Ma              | Me              |                 |